# Ambassade du Kosovo en France
L'ambassade du Kosovo en France est la représentation diplomatique de la république du Kosovo auprès de la République française. Elle est située 7, rue de Monceau dans le 8e arrondissement de Paris, la capitale du pays. Son ambassadeur est, depuis 2022, Mehdi Halimi.
L'ambassadeur est également accrédité auprès des principautés d'Andorre et de Monaco,.

## Liste des ambassadeurs
| Date de nomination | Date de nomination | Date de remise des lettres de créance | Date de remise des lettres de créance | Ambassadeur        |
| ------------------ | ------------------ | ------------------------------------- | ------------------------------------- | ------------------ |
| ?                  |                    | 2 octobre 2009                        | [ JORF 1 ]                            | Muhamedin Kullashi |
| ?                  |                    | 26 juillet 2016                       | [ JORF 2 ]                            | Qëndrim R. Gashi   |
| ?                  |                    | 22 juillet 2022                       | [ JORF 3 ]                            | Mehdi Halimi       |